# Östra Kortingvattnet, Lappland
Östra Kortingvattnet är en sjö i Åsele kommun i Lappland och ingår i Ångermanälvens huvudavrinningsområde. Sjön har en area på 0,741 kvadratkilometer och ligger 401 meter över havet. Sjön avvattnas av vattendraget Östersjöbäcken.

## Delavrinningsområde
Östra Kortingvattnet ingår i det delavrinningsområde (709210-155862) som SMHI kallar för Mynnar i Ässan. Medelhöjden är 399 meter över havet och ytan är 15,82 kvadratkilometer. Det finns inga avrinningsområden uppströms utan avrinningsområdet är högsta punkten. Östersjöbäcken som avvattnar avrinningsområdet har biflödesordning 3, vilket innebär att vattnet flödar genom totalt 3 vattendrag innan det når havet efter 159 kilometer. Avrinningsområdet består mestadels av skog (66 procent) och sankmarker (27 procent). Avrinningsområdet har 0,74 kvadratkilometer vattenytor vilket ger det en sjöprocent på 4,7 procent.